# 30162 Courtney
30162 Courtney è un asteroide della fascia principale. Scoperto nel 2000, presenta un'orbita caratterizzata da un semiasse maggiore pari a 2,3940388 UA e da un'eccentricità di 0,1410013, inclinata di 0,72588° rispetto all'eclittica.